# All of Us
All of Us es una comedia de situación americana que se estrenó en el ya desaparecido UPN red en los Estados Unidos el 16 de septiembre de 2003, cuando se emitió por sus tres primeras temporadas. 1 de octubre de 2006, el espectáculo se trasladó a la The CW, una nueva red formada por la fusión de UPN y The WB (cuya hermana compañía Warner Bros. Television produce esta serie), donde se emitió por una temporada más antes de ser cancelada el 14 de mayo de 2007.

## Sinopsis
La serie, que se basa libremente en creador y los productores ejecutivos Jada Pinkett Smith y Will Smith propia s ' mezcla de la familia, giró en torno a Robert James (Duane Martin), un reportero de televisión de entretenimiento divorciada con un hijo, Robert "Bobby" James , Jr. (Khamani Griffin), y su novia, tía Joya (Elise Neal), una maestra de jardín de infancia que le ayudó a través de la disolución de su primer matrimonio. Robert comparte la custodia de su hijo con su exesposa Neesee (LisaRaye McCoy), con quien comparte una relación amistosa tenuemente por el bien de su hijo. Robert también se encuentra en una difícil situación, tratando de mantener la paz, sin embargo, inquieta, entre su exesposa y su prometida.
Amigos de la pareja incluía Dirk Negro (Tony Rock), el mejor amigo de Robert y único productor y mejor amigo de Tia y su colega Jonelle Abrahams (Terri J. Vaughn).
En la tercera temporada, Tia rompe su compromiso con Robert, dejando un nuevo Robert sola frente a una situación en donde Neesee debe vivir con él y Bobby temporalmente después de que su edificio es destruido por el fuego. Además de la tía, dos personajes de apoyo de otros, Jonelle y la tortuga (Santiago Vicente), fueron escritas de la serie. En la cuarta temporada, Laivan Greene se unió al reparto como Courtney, perdió hija largo Dirk.

### Cambios en el reparto
En junio de 2005, Elise Neal (Tia Joya) anunció que no iban a regresar para una tercera temporada de la serie debido a un desequilibrio salarial entre ella y su coestrella LisaRaye. En agosto de 2005, Terri J. Vaughn (Jonelle Abrahams) y Santiago Vicente (Tortuga) también anunció que no regresaría a la serie, debido a disputas contractuales.

## Puntuación y la historia de radiodifusión
All of Us debutó en UPN el 16 de septiembre de 2003. La serie se emitió los martes a las 8:30 p. m. EST por sus dos primeras temporadas.
Para la temporada 2005-06, la serie de UPN se trasladó a los lunes a las 8:30 p. m. EST al aire después de uno contra uno. Todos nosotros fue cancelada inicialmente en la final de la temporada televisiva 2005-06, sin embargo, la serie fue resucitado y se coloca en CW de 2006 La caída del cartel, que se transmite los domingos a las 7:30 p. m. EST después de todo el mundo odia a Chris. Debido a las calificaciones mediocres, el programa se trasladó de nuevo a su ranura de tiempo Lunes noche anterior a principios de octubre de 2006.
Durante su temporada en The CW, All of Us promedio de alrededor de 2,74 millones de espectadores por semana. Fue el cuarto más visto de comedia (de un total de cinco, con exclusión de los bises el prime time de Reba) en The CW durante toda la temporada 2006-07. Todos nosotros terminó la temporada en el puesto # 140 en la clasificación, superando sólo a El juego, la siguiente de América Top Model (presentaciones bis), y la ahora cancelada Runaway.

### Nielsen Ratings
| Season | Season    | Episodes | Premiere                 | Season finale      | Viewers (in millions) | Rank |
| ------ | --------- | -------- | ------------------------ | ------------------ | --------------------- | ---- |
| 1      | 2003–2004 | 22       | 16 de septiembre de 2003 | 18 de mayo de 2004 | 3.4                   | #176 |
| 2      | 2004–2005 | 22       | 21 de septiembre de 2004 | 24 de mayo de 2005 | 2.6                   | #147 |
| 3      | 2005–2006 | 22       | 19 de septiembre de 2005 | 15 de mayo de 2006 | 3.2                   | #135 |
| 4      | 2006–2007 | 22       | 1 de octubre de 2006     | 14 de mayo de 2007 | 2.45                  | #249 |

## Cancelación
El 15 de mayo de 2007, The CW cancela All of Us

## Sindicación y reposiciones
El 24 de septiembre de 2007, las reposiciones de todos nosotros se unió el día CWs tarde cartel. El show se emitió los días de semana a las 3 p. m. EST. La serie se emite actualmente en TV One, entre semana a las 9:30 p. m. y 12:30 a. m., hora y los sábados a las 8:00 a. m. y luego otro episodio a las 8:30 a. m. Se También se emitió en Australia en la red de nueve y en Reino Unido.